# ムネエソ科
ムネエソ科（Sternoptychidae）は、ワニトカゲギス目に所属する魚類の分類群の一つ。深海を主な生息域とする海水魚のみ、2亜科10属73種で構成される。

## 概要
ムネエソ科の魚類は太平洋・インド洋・大西洋など、世界中の海に広く分布する。キュウリエソ亜科・ムネエソ亜科の2亜科からなり、これら2グループは中層遊泳性の深海魚であるという点で共通するものの、両者の形態には差異が大きい。全体の分布水深はおおよそ50-1,500mの範囲で、海底から離れた中層を不活発に漂い、甲殻類や動物プランクトンを捕食する。ほぼすべての種類は生物発光を行い、頭部・腹部・臀鰭の基底などに多数の発光器を備える。
両亜科に共通する形態学的な特徴として、鰓条骨は6-10本で3本は上舌骨の上にあること、鰓膜に通常6個の発光器をもつこと、擬鰓（ぎさい、pseudobranch）をもつことなどがある。擬鰓は他の多くのワニトカゲギス目魚類では退化あるいは消失しており、本科の特徴となっている。

## 分類
ムネエソ科は2亜科10属73種で構成される。

### キュウリエソ亜科

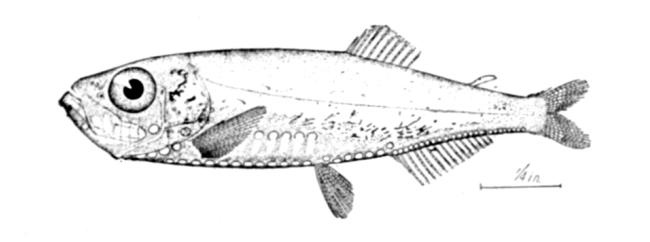
キュウリエソ属の1種 Maurolicus muelleri （キュウリエソ亜科）。本亜科は細長い体型が特徴

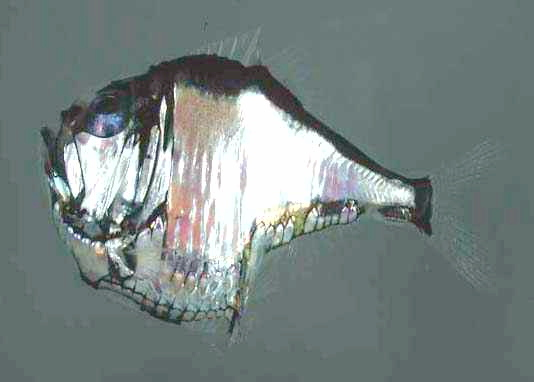
トガリムネエソ Argyropelecus aculeatus （ムネエソ亜科）。上向きの管状眼・銀化した体表面など、深海中層での生活に適応した形態をもつ

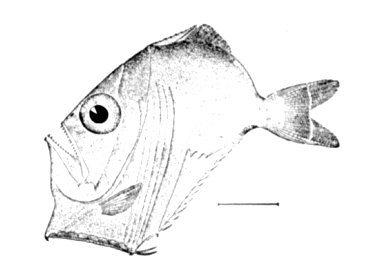
ムネエソ Sternoptyx diaphana （ムネエソ亜科）。著しく突き出た腹部によって体側の面積は大きい一方、左右の厚さは数ミリしかない

キュウリエソ亜科 Maurolicinae は7属30種を含む。近縁のヨコエソ科と類似して体は細長く、さほど側扁しない。キュウリエソ（Maurolicus japonicus）は日本海におけるほとんど唯一の中層遊泳性深海魚とされ、独特のキュウリ臭をもつことが和名の由来となっている。
臀鰭は1つで、鰭条は19-38本。脂鰭の有無はさまざま。発光器は峡部に配置され、6つは鰓膜にある。本亜科は側系統群である可能性が示唆されている。
- オオメウキエソ属 Argyripnus
- キュウリエソ属 Maurolicus
- ホシエソ属 Valenciennellus
- Araiophos 属
- Danaphos 属
- Sonoda 属
- Thorophos 属

### ムネエソ亜科
ムネエソ亜科 Sternoptychinae には3属43種が記載される。左右に著しく平べったく側扁した体型が大きな特徴。体高は高く、腹側が極端に突き出し、竜骨のような構造をもつ種類もある。口は上向きについており、ほとんど垂直となる。テンガンムネエソ属・ムネエソ属は外洋性の深海魚であり全世界に分布するが、ホウネンエソ属は沿岸付近の深海で生活し、特に西部太平洋に多い。
本亜科魚類は深海中層での漂泳生活に適応した、特化の進んだ形態を有している。体側面は規則的に配列したグアニン結晶に覆われ（銀化）、鏡のようによく光を反射するため、他の捕食者や餌生物が横方向からムネエソ類を視認することは容易ではない。ほとんどまっ平らに側扁した体型は、銀化によるカムフラージュ効果を高めるものと考えられている。また、腹部に配置された発光器の光量を調節することで、下方向に映る自らの影を消すことが可能である（カウンターイルミネーション）。
背鰭は8-17本の軟条で構成され、担鰭骨の構造は特殊化している。臀鰭は2つに分かれ、鰭条は11-19本。前鰓蓋骨にはトゲが存在し、ほとんどの種類は脂鰭をもつ。テンガンムネエソなど、上向きの管状眼をもつ種類もある。
- テンガンムネエソ属 Argyropelecus
- ホウネンエソ属 Polyipnus
- ムネエソ属 Sternoptyx - ムネエソ